# Jean Sablon
Jean Sablon (* 25. März 1906 in Nogent-sur-Marne, Département Val-de-Marne; † 24. Februar 1994 in Cannes) war ein französischer Chansonnier ab den 1930er-Jahren.
Sablon, der unter der Bezeichnung „Le Bing“ als der französische Bing Crosby galt, interpretierte unter anderem Kompositionen von Mireille Hartuch und trat in Konzertsälen wie dem Olympia in Paris auf. Er nahm 1934 mit Éliane de Creus und Django Reinhardt auf und war 1935 der erste französische Sänger, der auf der Bühne mit einem Mikrophon auftrat. Sablon integrierte den amerikanischen Swing in das französische Chanson; dazu arbeitete er mit Alec Siniavine und Django Reinhardt zusammen.
Zu seinen bekanntesten Werken gehört die Interpretation des Liedes J'attendrai (deutsch Ich werde warten, Text: Louis Poterat 1939; Original [italienisch] Musik: Dino Olivieri, Text: Nino Rastelli).
In der Verfilmung Chacun sa chance von 1930 hatte er in dem zweisprachig gedrehten Film in der französischen Version eine kleinere Rolle inne.
Während 1946–1947 erschien Sablon auf dem Columbia-Broadcasting-System-Funknetz auf der Jean Sablon Show. Er wurde von dem Akkordeonisten John Serry senior und einem Orchester unter der Leitung von Paul Baron begleitet.